# 登博維奇瓦拉鄉
45°26′N 25°13′E / 45.433°N 25.217°E
登博維奇瓦拉鄉（羅馬尼亞語：Comuna Dâmbovicioara, Argeș），是羅馬尼亞的鄉份，位於該國中南部，由阿爾傑什縣負責管轄，處於布加勒斯特西北面，每年平均降雨量1,163毫米，海拔高度925米，2007年人口949。